# Выпасное (Первомайский район)
Выпасно́е  (до 1945 года Япунджа́; укр. Випасне, крымскотат. Yapunca, Япунджа) — село в Первомайском районе Республики Крым, входит в состав Гришинского сельского поселения (согласно административно-территориальному делению Украины — Гришинского сельского совета Автономной Республики Крым).

## Население
| 2001 | 2014 |
| ---- | ---- |
| 135  | ↘119 |

Всеукраинская перепись 2001 года показала следующее распределение по носителям языка
| Язык             | Процент |
| ---------------- | ------- |
| русский          | 44.44   |
| крымскотатарский | 42.96   |
| украинский       | 12.59   |

### Динамика численности
| - 1806 год — 46 чел. - 1864 год — 69 чел. - 1889 год — 154 чел. - 1900 год — 86 чел. - 1915 год — 26/60 чел. - 1918 год — 30 чел. | - 1926 год — 83 чел. - 1939 год — 145 чел. - 1989 год — 182 чел. - 2001 год — 135 чел. - 2009 год — 115 чел. - 2014 год — 119 чел. |

## Современное состояние
На 2016 год в Выпасном числится 3 улицы — Гагарина, Садовая и Школьная; на 2009 год, по данным сельсовета, село занимало площадь 132,6 гектара, на которой в 80 дворах проживало 115 человек. Действуют сельский клуб, фельдшерско-акушерский пункт

## География
Выпасное — село в центре района, в центральной части степного Крыма, высота центра села над уровнем моря — 60 м. Ближайшие сёла — Фрунзе в 3,5 км на северо-запад, Октябрьское в 3,5 км на северо-восток и Братское в 4 км на юг. Расстояние до райцентра — около 17 километров (по шоссе), ближайшая железнодорожная станция — Воинка (на линии Джанкой — Армянск) — примерно 39 километров. Транспортное сообщение осуществляется по региональной автодороге 35Н-386 от шоссе Красноперекопск — Симферополь (по украинской классификации — С-0-11001).

## История
Первое документальное упоминание села встречается в Камеральном Описании Крыма… 1784 года, судя по которому, в последний период Крымского ханства Япунджи входил в Самарчик кадылык Перекопского каймаканства. После присоединения Крыма к России (8) 19 апреля 1783 года, (8) 19 февраля 1784 года, именным указом Екатерины II сенату, на территории бывшего Крымского Ханства была образована Таврическая область и деревня была приписана к Перекопскому уезду. После Павловских реформ, с 1796 по 1802 год, входила в Акмечетский уезд Новороссийской губернии. По новому административному делению, после создания 8 (20) октября 1802 года Таврической губернии, Япунджа был включён в состав Бозгозской волости Перекопского уезда.
По Ведомости о всех селениях в Перекопском уезде состоящих с показанием в которой волости сколько числом дворов и душ… от 21 октября 1805 года, в деревне Япанджа числилось 7 дворов и 46 жителей, исключительно крымских татар. На военно-топографической карте генерал-майора Мухина 1817 года деревня Япондже обозначена с 9 дворами. После реформы волостного деления 1829 года Япунджи, согласно «Ведомости о казённых волостях Таврической губернии 1829 года» отнесли к Эльвигазанской волости (переименованной из Бозгозской). На карте 1836 года в деревне 10 дворов, а на карте 1842 года Япунджи обозначен условным знаком «малая деревня», то есть, менее 5 дворов.
В 1860-х годах, после земской реформы Александра II, деревню приписали к Ишуньской волости.
В «Списке населённых мест Таврической губернии по сведениям 1864 года», составленном по результатам VIII ревизии 1864 года, Япунджа — владельческая эстонско-татарская деревня с 19 дворами, 69 жителями и мечетью при колодцах. По обследованиям профессора А. Н. Козловского 1867 года, вода в колодцах деревни была пресная но «весьма глубокая» глубина колодцев колебалась от 25 до 30 саженей и более (53—64 м). На трехверстовой карте Шуберта 1865—1876 года в деревне Япунджи обозначено 11 дворов, хотя, согласно «Памятной книжке Таврической губернии за 1867 год», деревня была покинута жителями вследствие эмиграции крымских татар, особенно массовой после Крымской войны 1853—1856 годов, в Турцию и остаётся в развалинах. По «Памятной книге Таврической губернии 1889 года», по результатам Х ревизии 1887 года, в деревне Япунджа числилось 24 двора и 154 жителя.
После земской реформы 1890 года деревню отнесли к Александровской волости. В 1890 году вблизи деревни были основаны 2 немецких лютеранско-меннонитских хутора, но в «…Памятной книжке Таврической губернии на 1892 год» ни они, ни сама деревня не значатся. По «…Памятной книжке Таврической губернии на 1900 год» в деревне Япунджа, приписанной напрямую к волости и принадлежащей некоему Скирмундту, числилось 127 жителей в 23 дворах. По Статистическому справочнику Таврической губернии. Ч.II-я. Статистический очерк, выпуск пятый Перекопский уезд, 1915 год, в Александровской волости Перекопского уезда числились хутора: Япунджа (Майера) с немецким населением — 1 двор, 6 человек приписных жителей, 37 — «посторонних» и Япунджа (Ротта) 8 также немецких дворов, 20 приписных и 23 «посторонних» жителя.
После установления в Крыму Советской власти и учреждения 18 октября 1921 года Крымской АССР, в составе Джанкойского уезда был образован Курманский район, в состав которого включили село. В 1922 году уезды получили название округов. 11 октября 1923 года, согласно постановлению ВЦИК, в административное деление Крымской АССР были внесены изменения, в результате которых был ликвидирован Курманский район и село включили в состав Джанкойского. Согласно Списку населённых пунктов Крымской АССР по Всесоюзной переписи 17 декабря 1926 года в селе Япунджа Старая Акчоринского (русского) сельсовета числилось 8 дворов, 38 человек, из них 32 немца и 6 русских. Постановлением ВЦИК РСФСР от 30 октября 1930 года был создан Фрайдорфский еврейский национальный район (переименованный указом Президиума Верховного Совета РСФСР № 621/6 от 14 декабря 1944 года в Новосёловский) (по другим данным 15 сентября 1931 года) и село включили в его состав, а после разукрупнения в 1935-м и образования также еврейского национального Лариндорфского (с 1944 — Первомайский), село переподчинили новому району. Видимо, в это же время уже объединённое село стало центром сельсовета. По данным всесоюзная перепись населения 1939 года в селе проживало 145 человек.
Вскоре после начала Великой Отечественной войны, 18 августа 1941 года крымские немцы были выселены, сначала в Ставропольский край, а затем в Сибирь и северный Казахстан.
Указом Президиума Верховного Совета РСФСР от 21 августа 1945 года Япунджа была переименована в Выпасное и Япунджинский сельсовет — в Выпасновский. Вскоре сельсовет был упразднён и село включили в состав Гришинского. С 25 июня 1946 года Выпасное в составе Крымской области РСФСР, а 26 апреля 1954 года Крымская область была передана из состава РСФСР в состав УССР. Время упразднения сельсовета и включения в Гришинский пока не установлено: на 15 июня 1960 года село уже числилось в его составе. Указом Президиума Верховного Совета УССР «Об укрупнении сельских районов Крымской области», от 30 декабря 1962 года был упразднён Первомайский район и село присоединили к Красноперекопскому. 8 декабря 1966 года был восстановлен Первомайский район и село вернули в его состав. По данным переписи 1989 года в селе проживало 172 человека. С 12 февраля 1991 года село в восстановленной Крымской АССР, 26 февраля 1992 года переименованной в Автономную Республику Крым. С 21 марта 2014 года в составе Крыма аннексировано Россией.